# Justin Leonard

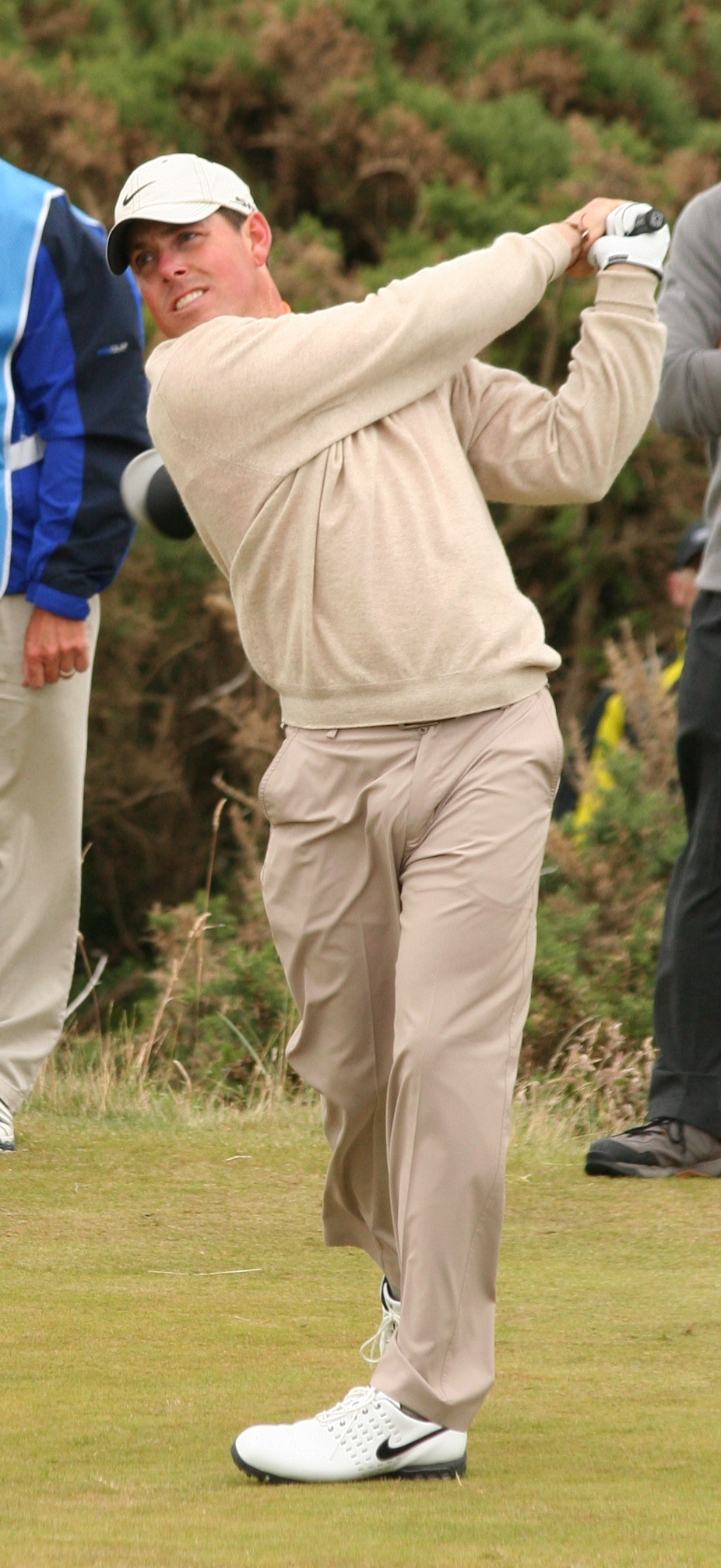
Justin Leonard

Justin Leonard (Dallas (Texas), 15 juni 1972) is een Amerikaanse golfprofessional.
Geboren en getogen in Texas ging Leonard na de Lake Highlands High School studeren aan de Texas Universiteit in Austin. In 1992 won hij het Amerikaans kampioenschap voor amateurs, en in 1994 werd hij individueel NCAA kampioen. In 1994 kreeg hij de Haskins Award, waarna hij professional werd.

## Professionele carrière
Leonard was pas de vierde speler die na zijn amateurcarrière op de PGA Tour mocht gaan spelen zonder eerst door Q School te gaan, na Gary Hallberg, Scott Verplank en Phil Mickelson. In 1997 won Leonard het Brits Open. In 1998 won hij The Players Championship.

### Gewonnen (individueel)
Op de US PGA Tour:
- 1996: Buick Open
- 1997: Kemper Open, Brits Open
- 1998: The Players Championship
- 2000: Westin Texas Open at LaCantera
- 2001: Texas Open at LaCantera
- 2002: WorldCom Classic - The Heritage of Golf
- 2003: The Honda Classic
- 2005: Bob Hope Chrysler Classic, FedEx St. Jude Classic
- 2007: Valero Texas Open
- 2008: Stanford St. Jude Championship

### Teams
Leonard maakte gedurende zijn professionele carrière onderdeel uit van de volgende teams:
- Presidents Cup: 1996 (winnaars), 1998, 2003 (gelijk), 2005 (winnaars), 2009
- Ryder Cup: 1997, 1999 (winnaars), 2008 (winnaars)
- Dunhill Cup: 1997
- World Cup:1997, 2003

## Persoonlijk
Justin Leonard is getrouwd en heeft vier kinderen.